# Psychotria reineckei
Psychotria reineckei är en måreväxtart som beskrevs av Karl Moritz Schumann. Psychotria reineckei ingår i släktet Psychotria och familjen måreväxter. Inga underarter finns listade i Catalogue of Life.